# Wilfried Huber
Wilfried Huber (n. 15 noiembrie 1970, Brunico, Trentino-Tirolul de Sud, Italia) este un sănier ce a reprezentat Italia, medaliat olimpic. A participat la 6 ediții ale Jocurilor Olimpice (1988, 1992, 1994, 1998, 2002, 2006) în care a câștigat o medalie de aur.